# Parco nazionale di Gunung Gede-Pangrango
Il parco nazionale di Gunung Gede Pangrango è un'area protetta situata nella provincia indonesiana di Giava Occidentale. Con un'estensione di 150 km², comprende due vulcani — il Gede e il Pangrango.
Il parco raggruppa un insieme di aree protette già esistenti, come la riserva naturale di Cibodas, la riserva naturale di Cimungkat, il parco ricreativo di Situgunung e la riserva naturale del Monte Gede Pangrango, e nel corso dell'ultimo secolo è stato il sito di importanti studi biologici e conservazionistici. Nel 1977 l'UNESCO lo ha dichiarato parte della Rete mondiale di riserve della biosfera.

## Geografia

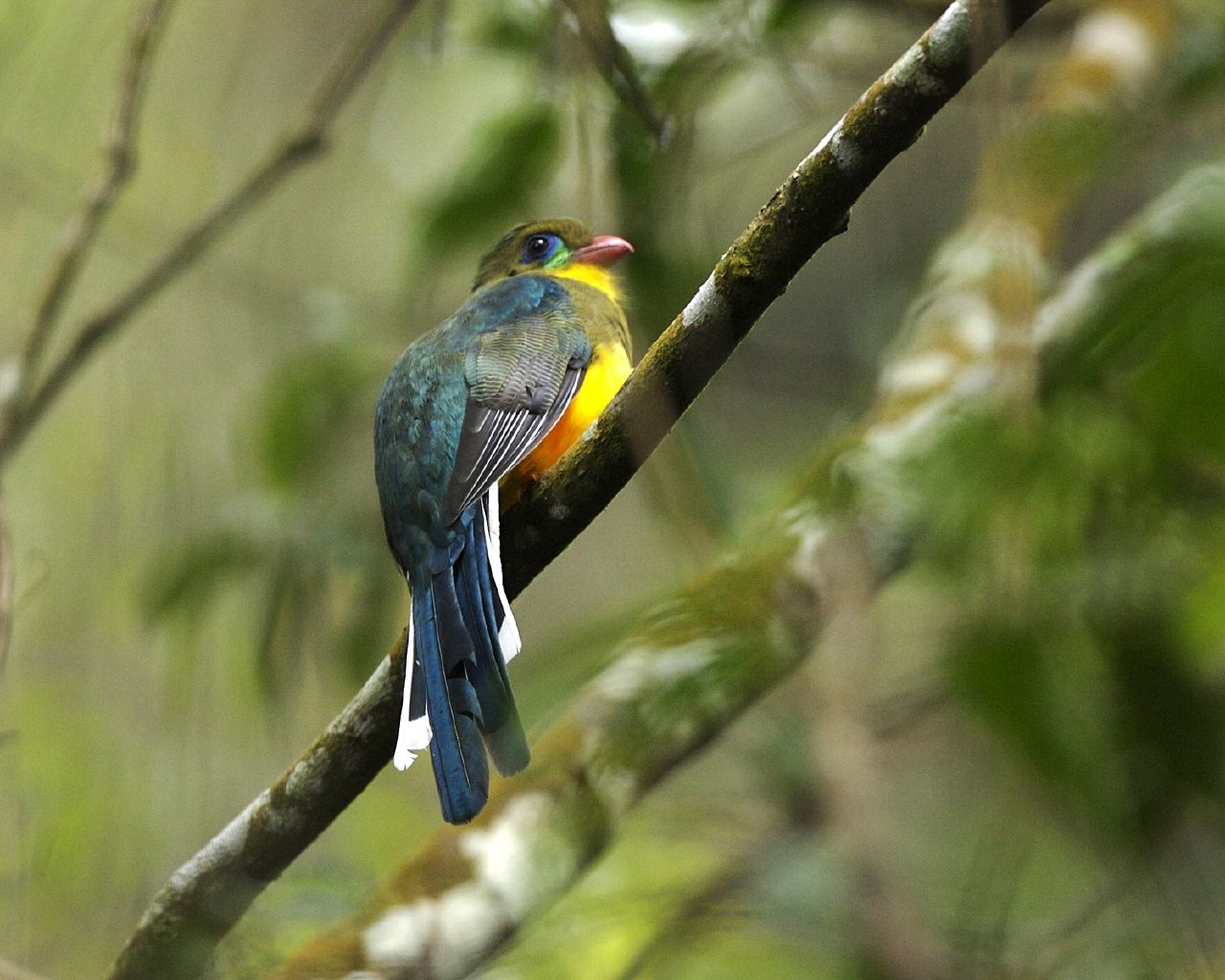
Il trogone di Giava, diffuso all'interno del parco, è una specie in pericolo di estinzione endemica di Giava Occidentale.

I monti Gede (2958 m) e Pangrango (3019 m) sono vulcani gemelli. Le due sommità sono unite da una sella elevata nota come Kandang Badak (2400 m). Le pendici sono molto ripide e sono tagliate da numerosi torrenti, che hanno scavato profonde vallate.

## Flora e fauna
Le foreste di montagna e quelle subalpine situate entro i confini del parco sono state ben studiate. Sul versante nord del monte Gede vi è un prato di stelle alpine di Giava (Anaphalis javanica). Il parco ospita una grande varietà di specie note per vivere esclusivamente entro i suoi confini, ma forse il numero complessivo di endemismi andrebbe rivisto, dato che le zone circostanti il parco non sono state studiate così a fondo.
Gunung Gede-Pangrango ospita 251 delle 450 specie di uccelli che vivono a Giava. Tra queste vi sono specie in pericolo di estinzione, come l'aquilastore di Giava e l'assiolo di Giava.
Tra le specie rare di mammiferi che si incontrano nel parco vi sono alcuni Primati, come il gibbone argentato, il presbite grigio di Giava e il presbite di Giava. Tra gli altri mammiferi ricordiamo il leopardo, il gatto leopardo, il muntjac indiano, il tragulo di Giava, il cuon, l'istrice della Malesia, il tasso fetido della Sonda e la martora dalla gola gialla.